# C'erano una volta i Beatles
C'erano una volta i Beatles è un album de I Cavalieri del Re pubblicato nel 1992.

## Descrizione
Viene realizzato sul finire del 1986 ma a causa dello scioglimento del gruppo e del disinteresse delle case discografiche per il progetto, verrà pubblicato per la prima volta su doppia musicassetta nel 1992 e ristampato nel 2010 per la prima volta su CD.
Il disco consiste nell'adattamento in italiano di alcuni classici dei Beatles arrangiati per un pubblico giovane. Originariamente all'interno della tracklist doveva essere inserito anche il brano C'erano una volta i Cavalieri del Re ma Zara decise di escluderlo.

## Tracce
1. C'erano una volta i Beatles (Riccardo)
2. La prima cotta (She Loves You)
3. Su vai da lei (And I Love Her)
4. Ma cos'ha Susy (Ob la di, ob la da)
5. Hey Jo (Hey Jude)
6. Mister Postman (Please Mr. Postman)
7. C'erano una volta i Beatles (Clara)
8. La festa dell'amore (Please, Please, Please)
9. Bimba come te (Girl)
10. Nonni in verde età (When I'm Sixty-Four)
11. Lucy non lo sai ma t'amo (Lucy In The Sky With Diamonds)
12. Samuel dice che... (I Should Have Known Better)
13. C'erano una volta i Beatles (Guiomar)
14. Taxy giallo a Pipperland (Yellow Submarine)
15. Lo scemo sulla collina (The Fool On The Hill)
16. Penny Lane (Penny Lane)
17. Lei se ne va (She's Leaving Home)
18. Ma chi sei (Hello, Goodbye)
19. C'erano una volta i Beatles  (Jonathan)
20. Figlio mio non devi aver paura (Help!)
21. Ragazzo mio vorrei (Here, There And Everywhere)
22. Max è un Edison (Maxwell's Silver Hammer)
23. Eleanor Rigby (Eleanor Rigby)
24. Voglio cantare all'inglese (Twist And Shout)
25. C'erano una volta i Beatles (Reprise Strumentale)